# Кноп (узел)
Кноп (от нидерл. knoop — «пуговица, набалдашник»; нем. knôр, Knорf; англ. Tack Knot) — плетёный шаровидный сто́порный морской постоянный узел на конце кручёного троса. Препятствует выскальзыванию троса из шкива блока и развиванию прядей троса. Одной из разновидностей кнопа является мусинг. Все разновидности кнопа основываются на простом талрепном кнопе.

## Разновидности
- Простой кноп
- Стопорный кноп
- Фалрепный кноп
- Талрепный кноп
- Двойной талрепный кноп
- Алмазный кноп — выполняли не на конце троса, а на нём самом на рында-булинях и пертах
- Английский вант-кноп (сдвижной кноп) — использовали, когда ванты были «прострелены» (лопнули) по какой-либо причине
- Французский вант-кноп — меньше английского
- Кноп блинда-шкота — выполняли на стропе блока
- Репка
- Мусинг